# (7340) 1991 UA2
A (7340) 1991 UA2 a Naprendszer kisbolygóövében található aszteroida. Ueda Szeidzsi és Kaneda Hirosi fedezte fel 1991. október 29-én.